# Mas de Cantó
Mas de Cantó és una obra del municipi de Vilallonga del Camp (Tarragonès) inclosa en l'Inventari del Patrimoni Arquitectònic de Catalunya.

## Descripció
Es tracta d'una antiga masia formada per diversos edificis annexos on hi destaquen els arcs de pedra de mig punt a l'exterior i apuntats a l'interior. L'edifici principal, orientat a l'est, consta d'una escala que li fa d'accés al primer pis i una torratxa, molt estilitzada i d'airoses proporcions, que s'enlaire a la seva part més punxeguda mitjançant arcs parabòlics. Al costat d'aquest edifici trobem altres magatzems que tenen una estructura molt semblant, tot i que la decoració és força més senzilla.
En conjunt, el mas és de regust eclèctic, amb murs emblanquinats i finestres cobertes amb pintures de color vermell. Tot ell es troba força malmès.

## Història
La masia ha sofert nombroses modificacions i reformes, fonamentalment als segles XVIII, XIX i XX, encara que el seu origen cal cercar-lo a l'edat mitjana.